# Alsópodsága
Alsópodsága (románul: Poșaga de Jos) falu Romániában, Erdélyben, Fehér megyében.

## Fekvése
Az Erdélyi-érchegységben, az Aranyos patak mellett fekvő település.

## Története
A falut 1365-ben említette először oklevél Pothsaga néven.
1424-ben Pachaga, 1473-ban p. Pathchaga, 1487-ben Pathsaga, 1516-ban p. Pochaga, 1733-ban Potsagá, 1750-ben Potsaga, 1760–1762 között Possága, 1808-ban Pocsága néven írták.
Podsága a Torockó vár tartozékai közé tartozott, toroszkai-birtok volt. Mátyás király azonban elkobozta és a Nádasdi Ungoroknak adományozta, később pedig Szobi Mihályra szállt.
1473-ban Podságán 18 jobbágytelek felében, részben Fekete Tamás, Bussa, Dobrus, Vlajkol, Ivánus, Dán jobbágyoké volt.
1474-ben a fennmaradt oklevelek szerint Thoroczkai Péter özvegye: Alárdi Dorottya Pathchaga-i birtokrészét eltartás fejében átengedi Batinai Kis Jánosnak.
1489-ben Bogáti László birtoka volt, aki Pathsaga-i részét Dengelegi Pongrác János özvegyének adta zálogba.
A Podsági patakon az 1914 előtti feljegyzések szerint öt vízimalom működött.
A trianoni békeszerződés előtt Torda-Aranyos vármegye Torockói járásához tartozott.
1910-ben 678 lakosából 656 fő román, 10 pedig magyar volt. A népességből 222 fő görögkatolikus, 446 görögkeleti ortodox, 5 izraelita volt.
A 2002-es népszámláláskor a 486 lakosa közül 485 fő (99,8%) román, 1 (0,2%) pedig magyar volt.

## Nevezetességek
- A falu közelében találhatók a Bedellői-cseppkőbarlang és Bélavár több száz méteres mészkőszirtjei.
- Áprily Lajos itt írta a „A podságai forrás” című versét.